# Марина Кальюранд

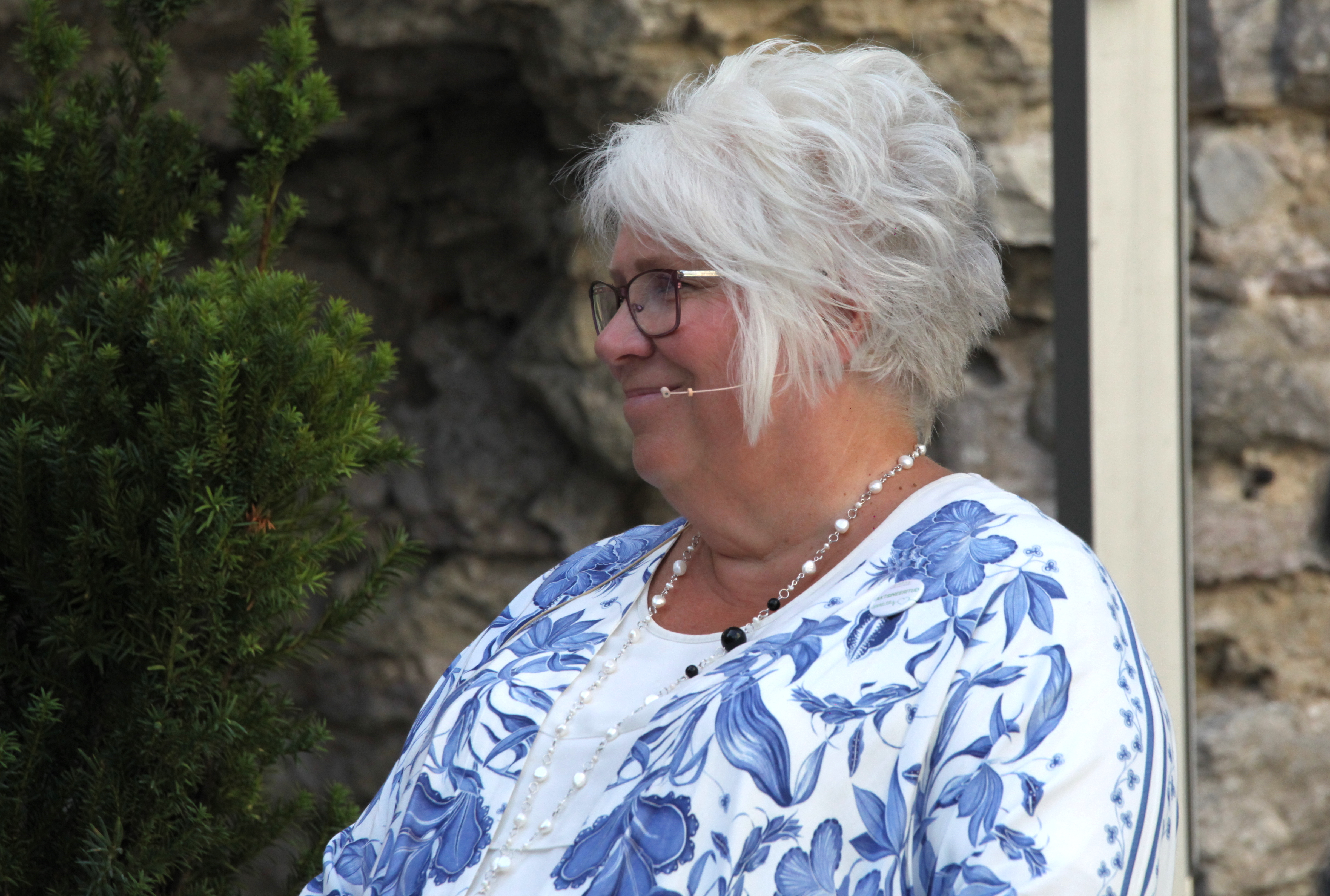
Марина Кальюранд (2021)

Марина Кальюранд (уроджена Раєвська; нар. 6 вересня 1962, Таллінн) — естонська політична діячка, яка обіймала посаду міністра закордонних справ у другому кабінеті Тааві Ріваса, як незалежна політикиня. Раніше обіймала посаду посла Естонії в США, Росії, Мексиці, Канаді, Казахстані та Ізраїлі.

## Раннє життя та освіта
Народилася в Таллінні. Має латвійське та російське походження відповідно до корнів свого батька та матері. Отримавши диплом середньої школи в Таллінні, вона закінчила в 1986 році Тартуський університет, де здобула ступінь магістра права.
Також закінчила естонську школу дипломатії та здобула ступінь магістра міжнародного права та дипломатії в Школі права та дипломатії університету Флетчера університету Тафтса (F95) за стипендією Фулбрайта в США.

## Кар'єра
Раніше Кальюранд працювала заступником секретаря з питань юридичних та консульських питань, заступником з політичних питань, заступником секретаря з питань зовнішньоекономічних зв'язків та сприяння розвитку в Міністерстві закордонних справ.

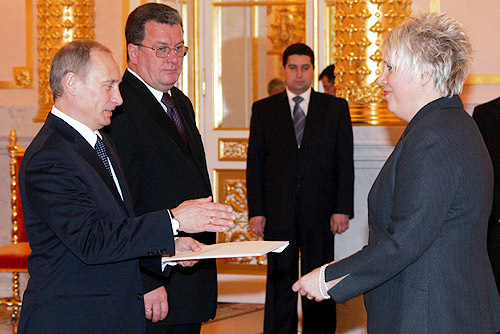
Посол Кальюранд з президентом Росії Володимиром Путіним у 2006 році

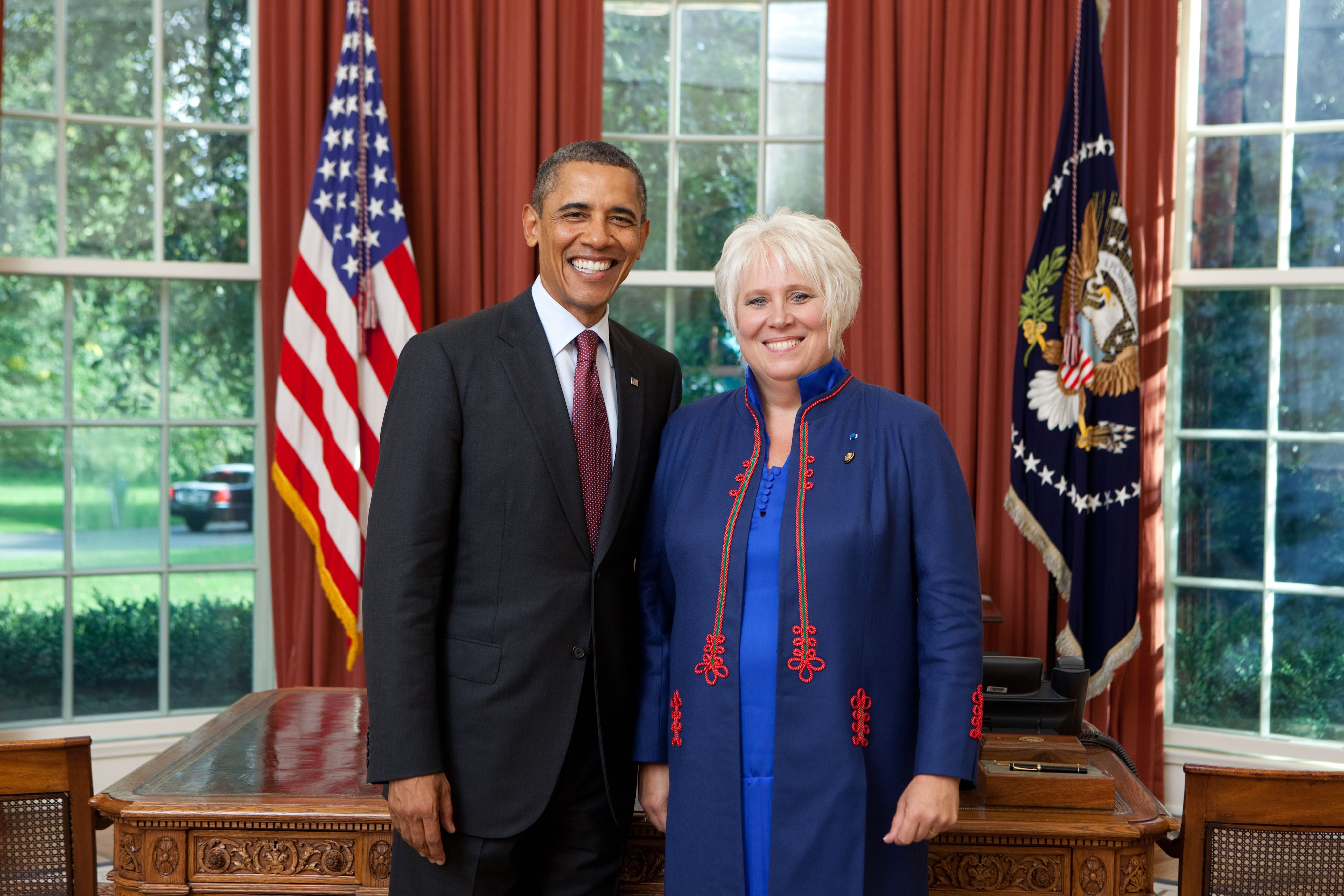
Посол Кальюранд з президентом Обамою в Овальному відомстві в 2011 році

Кальюранд була послом Естонії в Ізраїлі в 2004—2006 роках, в Російській Федерації в 2005—2008 роках, в Казахстані в 2007—2011 роках, в Канаді в 2011—2013 роках, в США та Мексиці в 2011—2014 роках.

### Міністр закордонних справ
У липні 2015 року партія реформ Естонії висунула Кальюранда новим міністром закордонних справ після відставки Кейта Пентуса-Розиманнуса. Її перебування на посаді розпочалося 16 липня 2015 року. Вона часто наголошувала на важливості ефективної спільної зовнішньої політики та політики безпеки (СЗППБ), а також європейської політики безпеки та оборони (ЄПБО).

Кальюранд з Філіпом Хаммоном у 2015 році

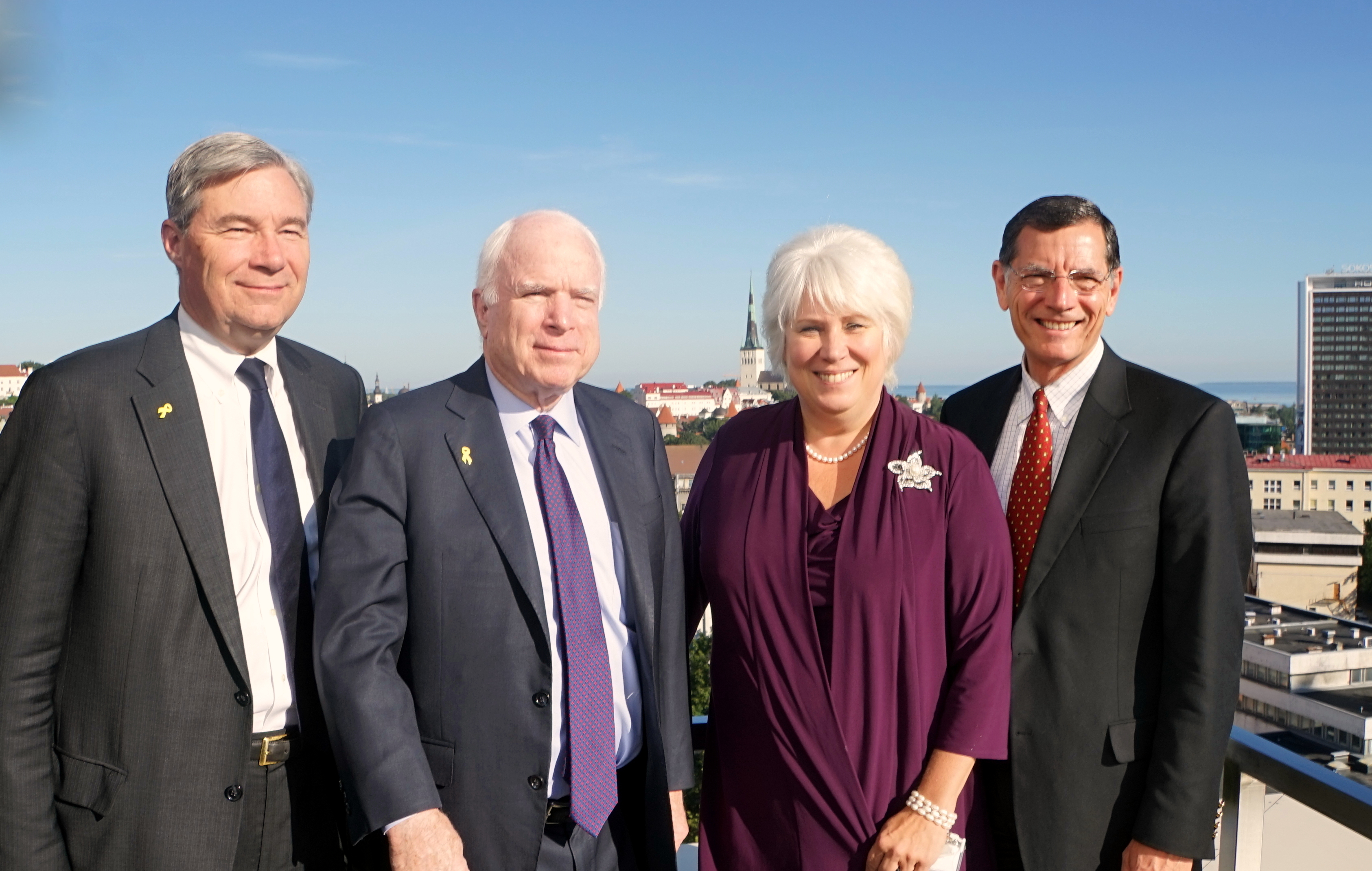
Кальюранд з Джоном Маккейном та іншими членами Сенату США

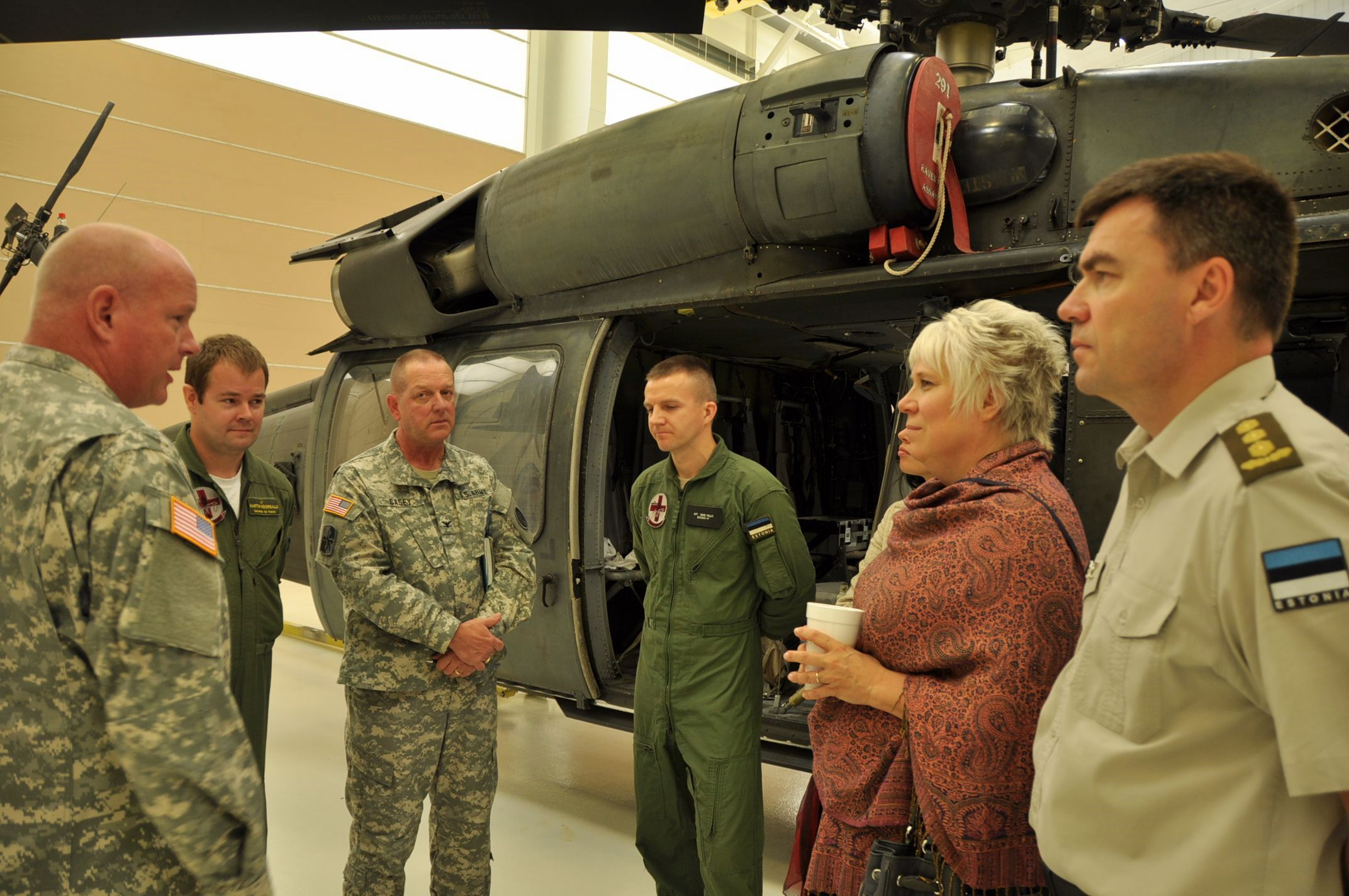
Кальюранд із солдатами США та Естонії

### Відносини з Росією

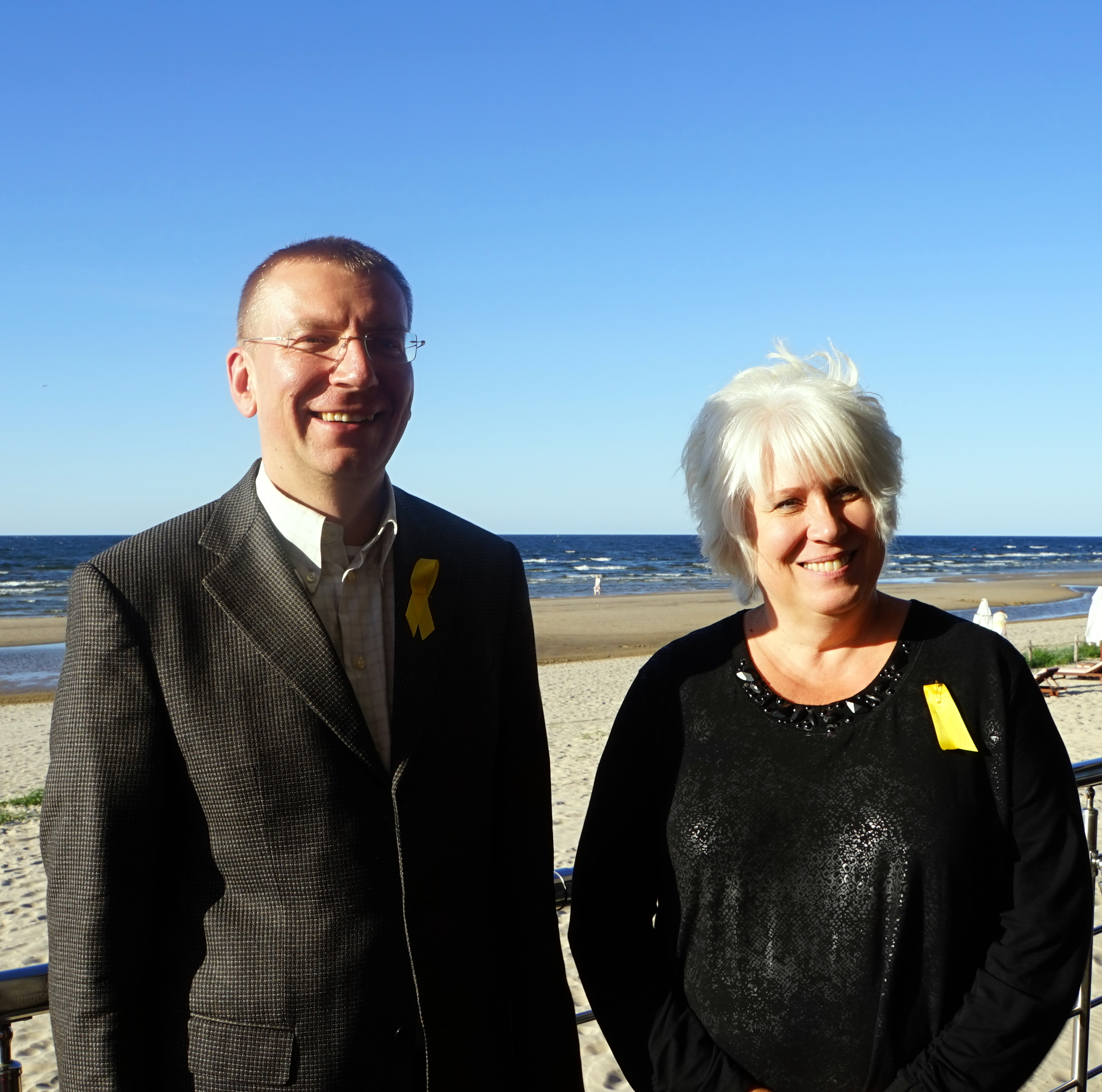
Міністр закордонних справ Естонії та Латвії носив жовті стрічки для підтримки Естона Ковера

#### Інциденти біля кордону
Одна з провідних естонських телепередач «Pealtnägija» повідомляла, що лише у 2015 році «російські військові літаки літали із вимкненими транспондерами 266 разів поблизу кордонів Естонії». Тоді Марина Кальюранд зробила заяву для преси, заявивши, що Росія не дала пояснень цим інцидентам. Кожен з 266 інцидентів призвів до того, що винищувачі НАТО вилетіли з Ämari для перехоплення та ідентифікації літака із вимкненими транспондерами. Кальюранд сказав, що це дуже серйозна проблема, і Естонія неодноразово вимагала відповідей від Росії. «Кожна зустріч, яку я проводив з російським послом, ми говорили про літаки з вимкненими транспондерами, які є небезпечними. Вони є загрозою для всього повітряного руху через Балтійське море», — сказала вона. Вимкнення транспондерів перетворює літак, непомітний для більшості радарів, що використовуються цивільним управлінням повітряного руху. Кальюранд сказав, що посол завжди відповідає, що повідомить Москву. «Він ще повинен дати ґрунтовну, раціональну, логічну відповідь», — додала вона.

#### Питання радянських репарацій
Міністр юстиції та колишній міністр оборони Урмас Рейнсалу (IRL) підписали меморандум з двома іншими міністрами юстиції Балтії про співпрацю з метою подання вимог щодо репарацій до Росії. Тоді Кальджуран відповів, що «Міністерство закордонних справ та естонський уряд не мають наміру робити фактичні практичні кроки щодо цього».

#### Договір про кордон
Як міністр закордонних справ, Кальюранд продовжив роботу колишніх міністрів щодо підписання договору про кордон між Естонією та Росією. Законопроєкт уряду включає два договори та окрему угоду про розмежування морських районів поблизу Нарви та Фінської затоки. Для ратифікації законопроєкту, який би встановив державний кордон між Естонією та Росією, необхідна більшість у дві третини парламенту.

## Президентські вибори 2016 року
Напередодні президентських виборів 2016 року багато опитувань свідчили про сильну підтримку Кальджурану, навіть якщо вона не оголосила свою кандидатуру. Наприклад, згідно з опитуванням TNS Emor у грудні 2015 року, 20,3 відсотка респондентів хотіли бачити її президентом, а Едгар Савісаар (12,6 відсотка) по-друге, потім Сіїм Каллас (10,6 відсотка) та Індрек Таран (9,5 відсотка)). Кальджуран був найпопулярнішим кандидатом для обох статей для всіх рівнів освіти та вікових груп та всіх категорій доходів, за винятком тих, хто заробляв 300 або менше євро на місяць.
Врешті-решт Кальюранд заявив про свою зацікавленість балотуватись, але після того, як у Реформаторської партії було обрано декількох кандидатів, Кальджуран запропонував партії підтримати колишнього прем'єр-міністра Сійма Калласа у виборах до парламенту та її в колегії виборців, якщо парламент не зміг ухвалити рішення. Однак Реформаторська партія вирішила підтримати Калласа і в парламенті, і в колегії виборців. Після ухвалення рішення партією Кальюранд заявила, що відступить з посади міністра закордонних справ і буде балотуватися в президенти без підтримки Реформаторської партії.
Незважаючи на те, що Реформаторська партія вирішила підтримати колишнього прем'єр-міністра Сійма Калласа, опитування, проведене TNS Emor для щоденних Postimees на початку вересня 2016 року, 40 % естонців сказали, що хочуть бачити Марину Кальюранд президентом. Підтримка офіційного кандидата від Реформаторської партії Сіїма Калласа тим часом знизилася до 18 %.
На виборах Кальюранд посів четверте місце із 75 голосами і не просунувся до другого туру голосування. Однак, оскільки колегія виборців не змогла ухвалити рішення між Калласом і Алларом Йокс, вибори повернулися до парламенту на черговий тур і процедура висування розпочалася заново. Заслухавши результати, Кальюранд оголосила, що більше не буде бігати. Після декількох невдалих турів голосування, парламентські групи вирішили запропонувати безпартійним Керсти Кальюлайд на посаду і вона була обрана безальтернативній на 30 вересня 2016 року.
Після виборів Кальджуран почав працювати радником з питань кібербезпеки в Міністерстві закордонних справ.

## Член Європейського парламенту
У червні 2018 року Калуран заявила, що приєдналася до Соціал-демократичної партії та братиме участь у виборах до Рійгікогу та Європейського парламенту у 2019 році.
Кальджуран був обраний депутатом Європейського парламенту у 2019 році. З цього часу вона працює в Комітеті з питань громадянських свобод, юстиції та внутрішніх справ. Окрім завдань комітету, вона входить до складу делегації Парламенту до Комітету з питань парламентського партнерства ЄС-Вірменія, Комітету парламентського співробітництва між ЄС та Азербайджаном та Комітету Парламентської асоціації ЄС-Грузія, а також делегації до Парламентської асамблеї Євронест. Вона також є членом Міжгрупи Європейського парламенту з прав ЛГБТ.

## Особисте життя
Кальджуран розмовляє трьома мовами: естонською, російською та англійською мовами.
Вона одружена, має двох дітей — дочку Каїсу (1987 р.н.) та сина Крістіана (1992 р.н.). Її захоплення — читання, довгі прогулянки з двома собаками та бадмінтон. Вона — багаторазова чемпіонка Естонії з бадмінтону (1980—1991). Вона також є членом Естонської асоціації шотландського тер'єра.

## Теми, що цікавлять

### Гендерна рівність
Марина Кальюранд була голосною прихильницею прав жінок. На конференції «Досягнення гендерної рівності» в Тбілісі вона сказала: «Політичні угоди та правові рамки діють — тепер країнам потрібно почати їх більш ефективно реалізовувати. Кожна людина отримує вигоду від більшої частки жінок у політиці та економіці — однакова участь пожвавить економіку та підвищить загальне задоволення».
Під час свого виступу, що відбувся на саміті з питань сталого розвитку в Нью-Йорку (2015 р.), Кальюранд зазначила основні проблеми щодо гендерної рівності. «Я хотіла би використати свої короткі хвилини, щоб торкнутися однієї з найважливіших першопричин нерівності, пов'язаної з гендерними аспектами, — недостатньою освітою та недоліками в галузі сексуального та репродуктивного здоров'я та прав. Це складна справа, яку неможливо вирішити одним магічним рішенням. Пекінська платформа дій та відповідні національні та міжнародні норми не виконають своїх цілей, якщо ми не зупинимо поширеність стереотипних установок, соціальних норм і практик, які підтримують та відтворюють дискримінацію та насильство щодо жінок. Всі люди мають право на контроль і вільно та відповідально вирішувати питання, пов'язані зі своєю сексуальністю, без примусу, дискримінації та насильства — як питання соціальної справедливості. Сексуальні та репродуктивні права — це тілесна недоторканність, рівність та свобода вибору. Ми не можемо відводити погляд від того, що ці права порушуються щодня у всіх наших країнах».

### Кібербезпека
Академія електронного врядування представила Національний індекс кібербезпеки (NCSI) на Талліннській конференції з електронного врядування 31 травня. За словами Кальюранда, кібербезпека стала гарантією безпеки для країн 21 століття. «В інтересах міжнародної та національної кібербезпеки ми маємо використовувати кожну можливість для збільшення можливостей кібербезпеки країн», — сказав Кальюранд при введенні індексу. «Це в інтересах як урядів, так і громадськості. Індекс — це ще один внесок Естонії в підвищення безпеки в кіберпросторі».
У 2016 році на Конференції з питань державної практики та майбутнього міжнародного права в кіберпросторі Кальюранд говорив про розвиток естонських поглядів на міжнародне право, що стосується поведінки держави в кіберпросторі. «Як юрист і як дипломат я ціную взаємодію закону та політики в міжнародному діалозі з кібербезпеки. У мене є особистий досвід складних дипломатичних зусиль для пом'якшення кібератак проти моєї країни. Важливо визнати, що ми сприймаємо кіберзагрози та можливості по-різному. Незалежно від того, наскільки чітко ми можемо бачити та розуміти точки зору один одного, важливо, щоб ми залишалися пам'ятними щодо поглядів один одного. Це відкрите і вседозволене ставлення дозволяє нам досягти стабільності та безпеки, використовуючи при цьому в повній мірі переваги технологічного розвитку та прогресу».
У жовтні 2016 року Кальюран почав працювати радником з питань безпеки в Міністерстві закордонних справ. «Починаючи з 24 жовтня, я розпочну неповну роботу на посаді радника з питань безпеки в Міністерстві закордонних справ», — продовжив колишній міністр закордонних справ. «Це означає, що я залишатись представником Естонії в Групі урядових експертів з кібербезпеки ООН; я брав участь у цій робочій групі з 2014 року, незалежно від [моїх] позицій».
На початку 2017 року Кальюранд був призначений головою Глобальної комісії зі стабільності кібербезпеки.

### Зовнішня політика

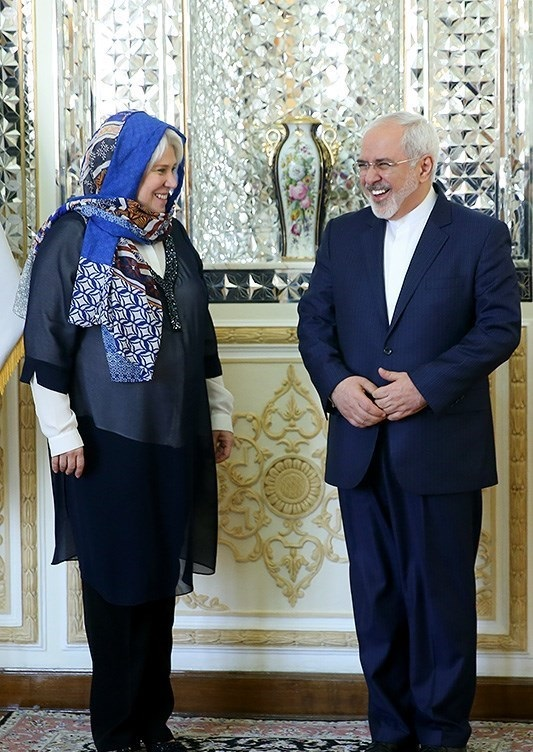
12 квітня 2016 року відбулася зустріч Кальджуранда з міністром закордонних справ Ірану Мохаммадом Джавадом Заріфом

«Найважливіше в Естонії — це повернути свої позиції в усьому світі», — сказав Кальюранд, назвавши згодом Естонію «найбільш інтегрованою державою Північної Європи» з точки зору її участі в міжнародних організаціях. За словами Кальюранда, ця інтеграція особливо випливає з членства Естонії в Європейському Союзі та НАТО. Естонія також стає більш активною на світовій арені, намагаючись стати непостійним членом Ради Безпеки ООН з 2020 по 2021 рік".
Вона також є і прихильним прихильником НАТО, часто вказуючи на його важливість у своїх виступах. «Політична єдність наших союзників по НАТО та спільне розуміння ризиків та вимог, з якими стикається альянс, були і є дуже важливими для Естонії. Ми раді, що в 2015 році безпека Естонії була помітно зміцнена за підтримки наших союзників — вони поділилися нашою оцінкою загроз і зрозуміли нас. Як зазначено в Концепції національної безпеки Естонії, НАТО, завдяки своїй трансатлантичній природі та принципу колективної оборони, є наріжним каменем європейської, а отже, і естонської, національної безпеки та оборони». «При всій належній повазі до тих, хто стверджує, що НАТО» нагріває «або» провокує Росію «за допомогою наших навчань, це реальність: НАТО проводить підготовку до оборони нашої території, наших союзників і наших людей у разі нападу. Російські навчання є наступальними, імітуючи вторгнення сусідів, знищення та захоплення критичної військово-економічної інфраструктури та націлених ядерних ударів по союзникам та партнерам по НАТО».

### Інтеграція
Виходячи з двомовного виховання, Кальюранд наголосила на важливості поваги до культури та мови країни, в якій ви проживаєте. Вона часто говорила про цю справу в російсько-естонських школах.

## Професійна участь
- Голова Глобальної комісії зі стабільності кіберпростору, березень 2017 року — поточний[30]
- Член Консультативної ради на високому рівні CSIS Центру Ліллана та Роберта Д. Стюарта в галузі євроатлантичних та північноєвропейських досліджень, січень 2017 року — поточний[35]
- Член Консультативної ради з глобальних та міжнародних досліджень Університету Саламанки, січень 2017 року — поточний[36]
- Естонський експерт з кібербезпеки Групи урядових експертів з кібербезпеки ООН, 2014—2015 рр., Вересень 2016 р. — поточний
- Головний переговорник з питань приєднання Естонії до ОЕСР, 2008—2011 роки
- Член урядової делегації на переговорах про вступ до Європейського Союзу, голова юридичної робочої групи Договору про приєднання, 2002—2004
- Член урядової делегації — переговори щодо угод про сухопутні та морські кордони між Естонією та Російською Федерацією, 1995—2005
- Юридичний експерт Урядової делегації — Угода про виведення військ між Естонією та Російською Федерацією, 1992—1994 роки
- Член засновника Естонського відділення Міжнародної асоціації права з 1996 року
- Член-засновник WIIS-EST — Естонська філія жінок у галузі міжнародної безпеки, з 2000 року
- Член опікунської ради Талліннського університету з 2010 року

## Нагороди

### Від президента Естонії
- Орден Державного Герба III класу (2008 р.)
- Орден Білої зірки, III клас (2004 р.)

### Інші
- Великий Хрест командира Ордена Лева Фінляндії (2016)
- Естонська асоціація жінок бізнесу та професійних жінок року (2015)
- Людина року «Postimees» (2007)